# 陳康順
陳康順（1929年9月25日—2011年5月12日）)，字思恩，生於南京市。

## 學歷
國立中興大學法商學院(今國立臺北大學)地政系畢業,政治大學企管所，美國甘迺迪大學企管碩士

## 生平
曾任救國團台北學苑總幹事、幼獅文化總經理兼《幼獅文藝》社長，行政院文化建設委員會參事、第三處處長，並於民國79年至84年擔任國立歷史博物館第6任館長。  陳康順於史博館長任內致力於推動國際文化交流，先後開發與世界著名博物館的合作關係，並鼓勵本土藝術輸出與文物返國，成果斐然，屢獲各界肯定，也因此獲得國際獅子會第一屆十大傑出貢獻獎。
亦曾任教於中國海專、銘傳大學與國立台灣藝術大學擔任講師、副教授，教授「企業管理」與「藝術行政」等課程。
陳康順於公餘之暇也不忘寫作，早期作品以散文為主。他的散文集有民國68年出版的《選擇》與民國77年出版的《選擇十七篇》，後者獲得第十二屆中興文藝獎散文獎章。陳康順退休後仍持續致力於藝文創作，他撰寫的《魔術館長的故事：當代難忘藝文人物》替近40年台灣的藝文界發展留下許多重要的見證，並獲得民國95年第47屆中國文藝協會文學獎與第41屆中山文藝獎。 。

## 家庭
夫人曾斐莉曾任中國電視公司導播、管理組組長、企畫室主任等職務。兩人育有二男陳泰民、陳泰偉，一女陳蘊民。